# Stenothemus nigrosparsus
Stenothemus nigrosparsus is een keversoort uit de familie soldaatjes (Cantharidae). De wetenschappelijke naam van de soort werd in 1908 gepubliceerd door Maurice Pic.